# Guillaume Leclerc
Guillaume Leclerc, född 20 februari 1996 i Besançon, är en fransk professionell ishockeyspelare (center) som spelar för HK Olimpija Ljubljana i ICE Hockey League.